# Martinet à menton blanc
Cypseloides cryptus
Espèce
Statut de conservation UICN

 LC  : Préoccupation mineure
Le Martinet à menton blanc ou Martinet de Zimmer (Cypseloides cryptus) est une espèce d'oiseau de la famille des Apodidae.

## Description
Le martinet à menton blanc a le dessus couleur suie. Les lorums sont noir profond. Les plumes sur les côtés du front et le dessus de la zone lorale sont plus ou moins bordées de blanc grisâtre. Le menton est blanc et le dessous est brun-grisâtre sombre.

## Répartition
Cet oiseau vit à Belize, en Colombie, au Costa Rica, en Équateur, au Guyana, au Honduras, au Mexique, au Nicaragua, au Panama, au Pérou et au Venezuela.

## Habitat
Son habitat naturel est les forêts humides subtropicales ou tropicales et les montagnes humides subtropicales ou tropicales.